# NGC 5803
NGC 5803 is een elliptisch sterrenstelsel in het sterrenbeeld Weegschaal. Het hemelobject werd in 1886 ontdekt door de Amerikaanse astronoom Francis Preserved Leavenworth.

## Synoniemen
- NPM1G -13.0470
- PGC 53609